# Pałac Lubomirskich w Krakowie
Pałac Lubomirskich – zabytkowy budynek znajdujący się w Krakowie, w dzielnicy I Stare Miasto przy ulicy św. Jana 15, na Starym Mieście.
Pałac z XVIII wieku, powstał przez połączenie i przebudowanie trzech kamienic w XVII wieku, od drugiej połowy XIX wieku jego właścicielem była rodzina Lubomirskich. W połowie XVIII wieku rezydencja była własnością ks. Józefa Klemensa Czartoryskiego. Aktualny wygląd pałac otrzymał po przebudowie w latach 1873–1874, przeprowadzonej przez krakowskiego architekta Maksymiliana Nitscha dla księżnej Lubomirskiej w wyniku rozbudowy dawnego pałacu Czartoryskich, połączenia kamienic, dodania drugiego piętra oraz neobarokowej fasady. W swojej rezydencji Lubomirscy zgromadzili bogaty zbiór cennych obrazów i mebli. W 1858 roku w pałacu zorganizowano Wystawę starożytności i zabytków sztuki. Książęca siedziba była jednym z centrów życia towarzyskiego dawnego Krakowa.
Do dziś w pałacu zachowało się okucie XVIII-wiecznej bramy z kołatką oraz barokowy portal z herbem Lubomirskich – Szreniawą. Zachowały się również barokowe stiuki zdobiące wielką sień przejazdową. Wiele z dawnej świetności zachowały też reprezentacyjne wnętrza pierwszego piętra (piano nobile). Po zakończeniu II wojny światowej pałac stał się m.in. siedzibą Instytutu Francuskiego (od 1946 roku przez 53 lata). W okresie powojennym w budynku były prowadzone niewielkie prace remontowe. 